# Siegfried Buback

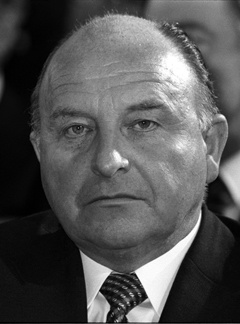
Siegfried Buback, 1976.

Siegfried Buback (Wilsdruff, 3 januari 1920 - Karlsruhe, 7 april 1977) was van 1974 tot zijn dood in 1977 procureur-generaal bij het Bundesgerichtshof, het hoogste gerechtshof voor civiele en strafrechtszaken in West-Duitsland. Buback werd vermoord door de Rote Armee Fraktion (RAF), een linkse terreurorganisatie.
Als procureur-generaal was Buback betrokken bij de vervolging van de RAF. Op 7 april 1977 werd de Mercedes waarmee Buback onderweg was van zijn huis in Neureut naar het Bundesgerichtshof in Karlsruhe tot stoppen gedwongen door een motorrijder. De bijrijder nam de wagen onder vuur en bracht naast Buback ook diens chauffeur, Wolfgang Göbel en de jurist Georg Wurster om het leven. 
Voor deze aanslag werden vier RAF-leden (Christian Klar, Knut Folkerts, Günter Sonnenberg en Brigitte Mohnhaupt) vervolgd, maar de Duitse justitie heeft noch de exacte toedracht van de moord, noch de identiteit  van de schutter ooit boven water gekregen.

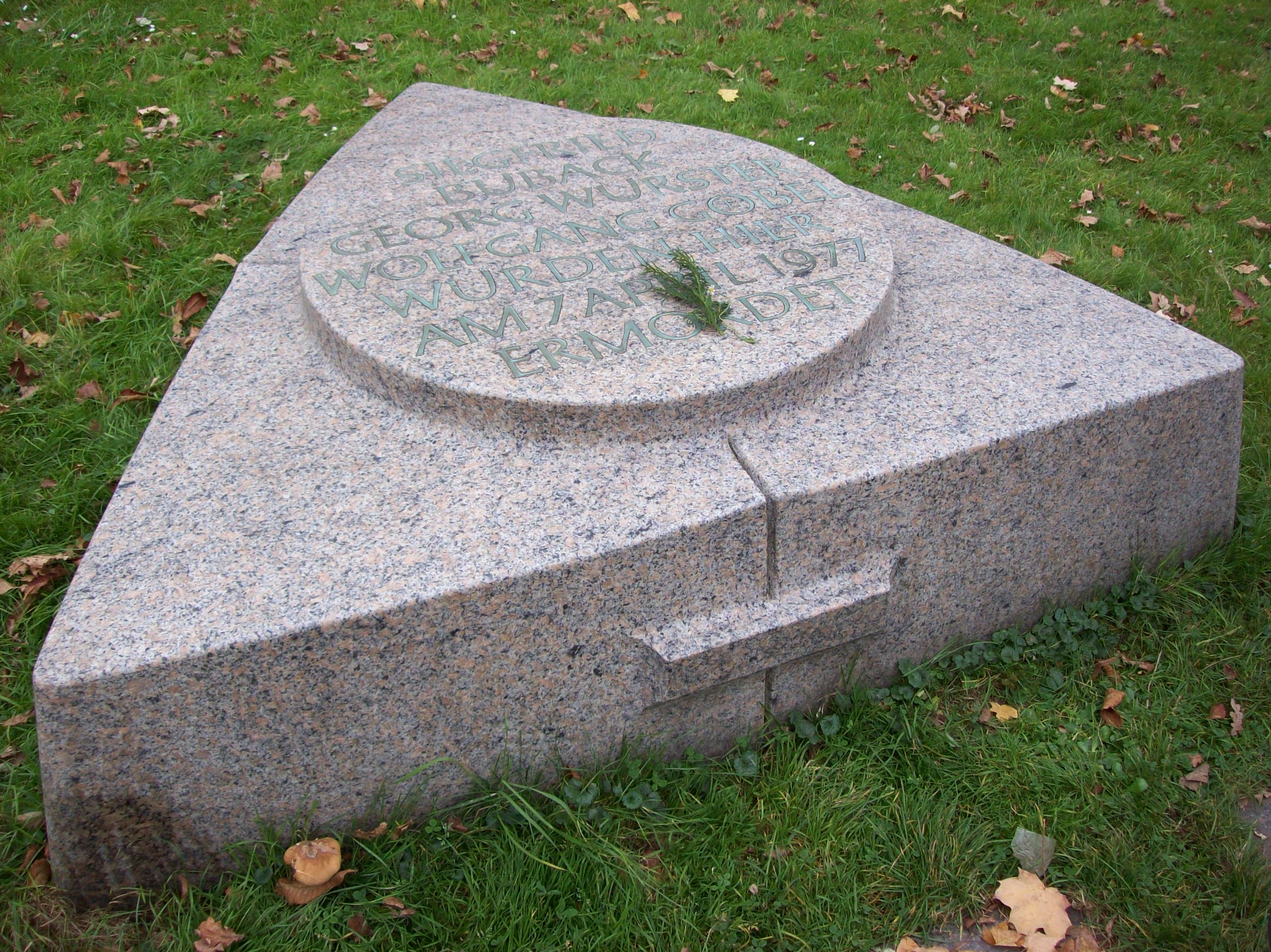
Gedenksteen op de plaats van de moord.

In april 2007 werd Bubacks zoon, Michael Buback, benaderd door voormalig RAF-lid Peter-Jürgen Boock. Boock verklaarde dat Stefan Wisniewski de passagier was die de fatale schoten heeft gelost. Deze verklaring is later bevestigd door Verena Becker, eveneens een voormalig lid van de RAF. Vanaf april 2008 werd de rol van de laatste opnieuw onderzocht, omdat van haar DNA-sporen op het zogenaamde "Bekennerschreiben" zijn gevonden. Op 30 september 2010 werd om die reden haar mogelijke betrokkenheid voor het Oberlandesgericht in Stuttgart-Stammheim (opnieuw) behandeld. In 2012 werd Becker tot vier jaar cel veroordeeld.